# Onthophagus hiroyukii
Onthophagus hiroyukii är en skalbaggsart som beskrevs av Teruo Ochi 2007. Onthophagus hiroyukii ingår i släktet Onthophagus och familjen bladhorningar. Inga underarter finns listade i Catalogue of Life.